# 편집물
편집물(偏執物)은 현실의 주관적인 성격을 탐구 문학과 방법이 권력에 의해 어떻게 조작될 수 있는지 탐구하는 문학 작품을 설명하는 데 사용되는 용어이다. 이러한 힘은 전체주의 정부처럼 외부에 있을 수 있고, 아니면 캐릭터의 정신 질환 또는 자신이 속한 세계의 가혹함을 받아들이지 않는 것과 같은 내부적인 것일 수도 있다.

## 편집물의 작가
- 윌리엄 S. 버로스
- 필립 K. 딕
- H. P. 러브크래프트
- 토머스 핀천
- 스티븐 R. 도널드슨
- 로버트 앤턴 윌슨
- 트레버 셰인
- E. M. 포스터 - The Machine Stops
- Dimitris Lyacos - Z213: Exit
- 이언 뱅크스
- 이슈미얼 리드
- 맷 러프

## 영화
- 12 몽키즈
- 특근 (영화)
- 아메리칸 사이코 (영화)
- 엔젤 하트 (영화)
- 뷰티풀 마인드 (2001년 영화)
- 브라질 (1985년 영화)
- 나비효과 (2004년 영화)
- 데블스 에드버킷
- 도니 다코
- 영혼의 카니발
- 이레이저 헤드
- 파이트 클럽 (영화)
- 더 게임 (1997년 영화)
- 야곱의 사다리 (영화)
- 로스트 하이웨이 (영화)
- 맨츄리안 켄디데이트 (1962년 영화)
- 매트릭스 (영화)
- 메멘토 (영화)
- 멀홀랜드 드라이브
- 네이키드 런치
- 환타즘 (영화)
- 파이 (영화)
- 프리머
- 머시니스트
- 스캐너 다클리
- 셔터 아일랜드
- 식스 센스 (영화)
- 트루먼 쇼
- 죽음의 순례자
- 사랑의 은하수
- 사우스랜드 테일
- 택시 드라이버
- 화성인 지구 정복
- 토탈 리콜
- 바닐라 스카이
- 비디오드롬

## 같이 보기
- 바이오펑크